# Müllendorf, Luxemburg
Müllendorf är en ort i Luxemburg.   Den ligger i distriktet Luxemburg, i den centrala delen av landet, 8 km norr om huvudstaden Luxemburg. Müllendorf ligger 228 meter över havet och antalet invånare är 1 024.
Terrängen runt Müllendorf är platt söderut, men norrut är den kuperad. Müllendorf ligger nere i en dal.  Runt Müllendorf är det mycket tätbefolkat, med 1 135 invånare per kvadratkilometer.. Närmaste större samhälle är Luxemburg, 7,6 km söder om Müllendorf. 
I omgivningarna runt Müllendorf växer i huvudsak blandskog.